# 罗伯特·莱希纳
罗伯特·莱希纳（德語：Robert Lechner，1967年1月22日—），德国男子自行车运动员。他曾代表西德参加1988年夏季奥林匹克运动会自行车比赛，获得男子1公里计时赛铜牌。